# Olalla García
María Olalla García García (Madrid, 22 de febrer de 1973) és una historiadora i escriptora espanyola.

## Biografia
Va néixer a Madrid, però durant la seva infància va viure també a Castelló de la Plana, Alcázar de San Juan, Cartagena i, finalment, a Alcalá de Henares, on resideix actualment. Va estudiar Història a la Universidad de Alcalá de Henares, i va fer estudis de postgrau a Bolonya i a París. S'ha especialitzat en història antiga de Pèrsia, sobre la qual tracta la seva tesi doctoral, que va servir com a base documental per a la seva primera novel·la.
Combina la seva activitat d'escriptora amb la de traductora literària.

## Obra literària
Escriu novel·la històrica, que mira d'ambientar en el període que més coneix pels seus estudis i investigacions professionals. Ha publicat:
- Ardashir, Rey de Persia[3] (Ed. Suma, 2005; edició de butxaca: Punto de lectura, 2006). La novel·la està centrada en la figura del fundador de l'Imperi Sassànida, Artaxerxes I, vora la data de la caiguda de la Dinastia Arsàcida, i està narrada des de la perspectiva d'un protagonista secundari al servei del gran rei, introduint-nos al món de la Pèrsia del segle iii.
- Las Puertas de Seda[4] (Ed. Espasa, 2007; edició de butxaca: Booket, 2009). La novel·la torna a tractar la història de Pèrsia en l'època de l'Imperi Sassànida, en aquesta ocasió mostrant les seves relacions amb l'Imperi Romà. La trama gira al voltant de dos germans i l'enfrontament entre els imperis romà i sassànida. Separats per la invasió dels perses d'Antioquia, les seves vides es desenvolupen en dos ambients diferents: l'un com a supervivent de la invasió, l'altre com a esclava en un harem. Amb rigorositat històrica, ens presenta la confrontació entre dues civilitzacions amb valors i referents diferents.
- El Jardín de Hipatia[5] (Ed. Espasa, 2009). Ambientada a Alexandria a començaments del s. V d. C, ens explica la història d'Atanasio de Cirene, que desembarca a Alexandria amb l'esperança d'unir-se a l'acadèmia d'Hipàcia. La novel·la ens introdueix a la fascinant ciutat egípica i a les seves terribles lluites pel poder. Va presentar aquest llibre a Sabadell el 2 de juliol de 2009, convidada per l'Associació Cultural Arraona Romana, a la Biblioteca Vapor Badia.
- Rito de paso (Ed. B Histórica, 2014). En 1607 desembarca a Malta Caravaggio, el primer gran geni de la pintura barroca. De personalitat tenebrosa i violenta, arriba a l'illa fugint d'una condemna a mort per assassinat. La seva presència aviat revolucionarà la tranquil·litat del lloc i posarà en escac els Cavallers de Malta.
- En tierra de Nadie (Ed. Pàmies, 2016). Narrativa contemporània. El món que envolta Adela es desintegra dia a dia, però ningú més sembla adonar-se'n. Un thriller ambientat en el món editorial, que tracta sobre la llibertat per viure la pròpia vida enfront de les expectatives alienes.
- El taller de libros prohibidos (Ed. B, 2018). Any 1572. Una llibretera i un oficial d'impremta busquen l'únic exemplar d'un llibre desaparegut segles enrere. Però en els temps de Felip II i l'Índex de llibres prohibits de l'Inquisidor General Valdés el contacte amb qualsevol llibre prohibit podia resultar molt perillós.
- Pueblo sin rey (Ed. B, 2020). Any 1520. Mentre Carles I es dirigeix a Alemanya per ser coronat emperador, el poble castellà s'alça en comunitat, reclamant més poder davant el rei i donant començament a la Guerra de les Comunitats de Castella.[6]
- «Despedida», a Voces de Kiev (Ed. Edhasa; 2022. ISBN 978-84-35048682). Relat breu a una obra amb relats d'altres autors. Basat en una fotografia del començament de la Guerra d'Ucraïna el 2022 amb la finalitat de recaptar fons per als nens exiliats i refugiats polítics.[7]
- La buena esposa (Ed. B; 2022. ISBN 9788466672726). Alcalá de Henares al segle XVII. La vida novel·lada de Francisca de Pedraza, basada en els fets reals de la primera dona d'Espanya que va aconseguir legalment la separació matrimonial i una ordre d'allunyament per al seu marit per maltractaments.[8]

- Pecado nefando (Edhasa; 2025. ISBN 978-84-350-6460-6). A l'Espanya de Felip II una nena esclava amaga, sota la roba femenina, una ànima d'home. Així que decideix presentar-se al món com a home i exercir la seva veritable vocació, la de cirurgià. Per això, trencarà totes les lleis, i fins i tot turmentarà el seu cos. Tot es complica encara més quan s'enamora de la jove Maria del Caño i decideix casar-s'hi: un pecat nefand que es castiga amb pena de mort. La vida novel·lada d'Eleno de Céspedes, que ens ha arribat a través de les actes del seu procés davant de la Inquisició espanyola.

## Investigació i assaig
- "Expansión y conquista: el argumento de sanción territorial en tiempos de los primeros sasánidas", Boletín de la Asociación Española de Orientalistas, ISSN 0571-3692, AÑO XXXIV, 1998, pàgs. 297-311
- "El matrimonio consanguíneo en la Persia aqueménida: la perspectiva griega", Polis: Revista de ideas y formas políticas de antigüedad clásica, ISSN 1130-0728, Nº 12, 2000, pàgs. 43-72 (-web-).
- "¿Barbarie o propaganda oficial?: la captura de Valeriano", Actas del X Congreso Español de Estudios Clásicos / coord. per Emilio Crespo, María José Barrios Castro, Vol. 3, 2001, ISBN 84-7882-453-7, pàgs. 83-87 («Enllaç».).
- "Xwedodah: el matrimonio consanguíneo en la Persia Sasánida". Una comparación entre fuentes pahlavíes y greco-latinas", Iberia: Revista de la Antigüedad, ISSN 1575-0221, Nº 4, 2001, pàgs. 181-198 («Enllaç».).
- "Relaciones consanguíneas en la mitología y su reflejo en el orden social". La recepción del mito clásico en la literatura y el pensamiento, Actas de las I y II Jornadas de Tradición Clásica, ed. por Aurelia Ruiz Sola, Begoña Ortega Villaro, 2002, pàgs. 272-283.

## Traduccions
- Stendhal, La abadesa de Castro (Impedimenta, 2007)
- Flaubert, Noviembre (Impedimenta, 2007)
- Dominique de Nobécourt i Jérôme de Nobécourt, La última profecía de Nostradamus (Espasa, 2008)
- Textos de d'Alembert i Vaucanson dintre de El rival de Prometeo (Impedimenta, 2009)
- Rula Jebreal, Miral (Espasa, 2010)